# Marsal (Tarn)
Pour les articles homonymes, voir Marsal.
Marsal (Marçal en occitan) est une ancienne commune française située dans le département du Tarn, en région Occitanie.
Le 1er janvier 2016, la commune disparait après lors de sa fusion au sein de la commune nouvelle de Bellegarde-Marsal.

## Géographie

### Communes limitrophes
Les communes limitrophes sont  Bellegarde, Cambon, Crespinet, Saint-Grégoire, Saint-Juéry, Sérénac et Villefranche-d'Albigeois.
| Saint-Grégoire              | Crespinet                      | Sérénac                  |
| Saint-Juéry                 | Marsal                         | Villefranche-d'Albigeois |
| Cambon (par un quadripoint) | Bellegarde (Bellegarde-Marsal) |                          |

## Histoire

### Héraldique
| Marsal | Son blasonnement est : De sinople au pairle d'argent. |

## Politique et administration
| Période                                  | Période          | Identité         | Étiquette | Qualité                                          |
| ---------------------------------------- | ---------------- | ---------------- | --------- | ------------------------------------------------ |
| 1929                                     | 1941 (démission) | Auguste Couzinié | SFIO      |                                                  |
| 1944                                     | 1950 (décès)     | Auguste Couzinié | SFIO      |                                                  |
| mars 2001                                | 2016             | Éric Pujol       | DVD       | Conseiller départemental du canton du Haut Dadou |
| Les données manquantes sont à compléter. |                  |                  |           |                                                  |

## Démographie
| 1793 | 1800 | 1806 | 1821 | 1831 | 1836 | 1841 | 1846 | 1851 |
| ---- | ---- | ---- | ---- | ---- | ---- | ---- | ---- | ---- |
| 345  | 299  | 365  | 356  | 390  | 386  | 401  | 414  | 381  |

| 1856 | 1861 | 1866 | 1872 | 1876 | 1881 | 1886 | 1891 | 1896 |
| ---- | ---- | ---- | ---- | ---- | ---- | ---- | ---- | ---- |
| 400  | 380  | 378  | 371  | 354  | 335  | 362  | 295  | 248  |

| 1901 | 1906 | 1911 | 1921 | 1926 | 1931 | 1936 | 1946 | 1954 |
| ---- | ---- | ---- | ---- | ---- | ---- | ---- | ---- | ---- |
| 245  | 223  | 310  | 198  | 187  | 147  | 142  | 147  | 173  |

| 1962 | 1968 | 1975 | 1982 | 1990 | 1999 | 2005 | 2010 | 2013 |
| ---- | ---- | ---- | ---- | ---- | ---- | ---- | ---- | ---- |
| 155  | 158  | 172  | 191  | 217  | 225  | 263  | 279  | 273  |

## Lieux et monuments

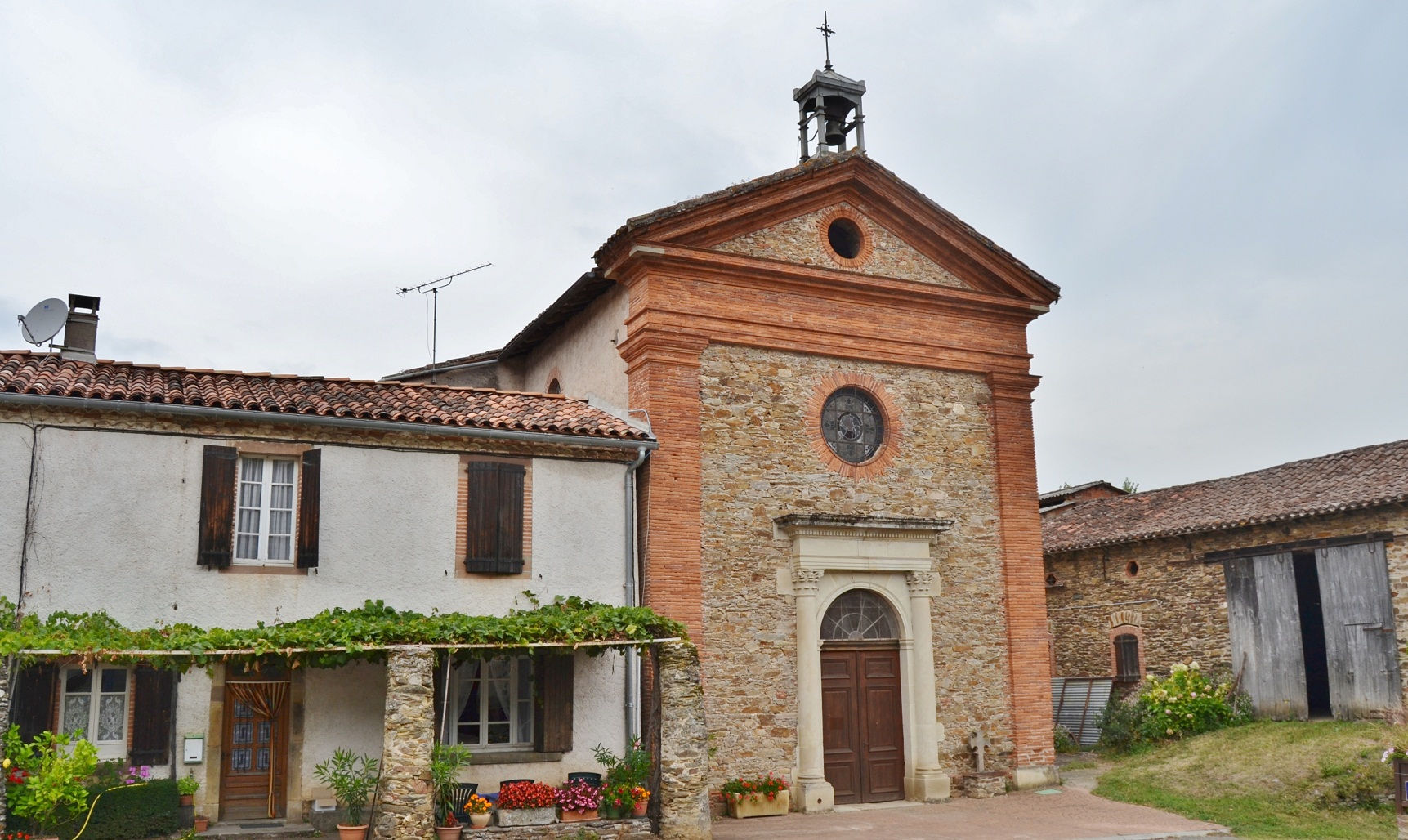
Église Saint-Pierre-ès-Liens de Marval.

- Église paroissiale Saint-Pierre-ès-Liens.
- Le Mas-Dieu[Note 2], ancienne annexe de la commanderie hospitalière de Rayssac et de son membre de Saint-Pierre de Combejac[6].

## Personnalités liées à la commune
Nicolas Greschny